# Naissance en 1959
Naissance
- 1955
- 1956
- 1957
- 1958
- 1959
- 1960
- 1961
- 1962
- 1963

Les naissances en 1959 concernent les personnalités nées entre le 1er janvier et le 31 décembre 1959.

## Janvier
- 1er janvier : 
  - Azali Assoumani, président des Comores.
  - Michel Onfray, philosophe libertaire français.
  - Abdul Ahad Mohmand, cosmonaute afghan.
- 2 janvier : 
  - Bernard Thibault, syndicaliste français.
  - Hélène Chanson, actrice française.
- 3 janvier : 
  - Aïchatou Mindaoudou, femme politique nigérienne.
  - Fiodor Iourtchikhine, cosmonaute russe.
- 4 janvier :
  - Vanity, artiste canadienne († 15 février 2016).
  - Yoshitomo Nara, artiste japonais.
- 5 janvier : Clancy Brown, acteur américain.
- 6 janvier : Kathy Sledge, chanteuse américaine.
- 7 janvier : Marie Desplechin  journaliste et écrivain français.
- 8 janvier : Manuel Abreu, footballeur franco-portugais († 10 mai 2022).
- 9 janvier :
  - Mark Martin, pilote automobile américain du National Association for Stock Car Auto Racing (NASCAR).
  - Rigoberta Menchú Tum, écrivain guatémaltèque, lauréate du prix Nobel de la paix 1992.
- 10 janvier : Rocky Lockridge, boxeur américain († 7 février 2019).
- 13 janvier : Kid Ramos, musicien guitariste américain.
- 14 janvier :
  - Laure Duthilleul, actrice et réalisatrice française.
  - Poul Lars Hogh Pedersen, footballeur danois († 8 décembre 2021).
- 15 janvier : Pete Trewavas, musicien anglais, bassiste du groupe Marillion.
- 16 janvier :
  - Valeria Ciavatta, femme politique, ancien capitaine-régent et ministre de l'Intérieur de la république de Saint-Marin.
  - Alina Kham, joueuse soviétique de hockey sur gazon.
  - Sade, chanteuse britannique.
- 19 janvier : Stuf, dessinateur et coloriste de bandes dessinées belge († 22 janvier 2015).
- 20 janvier : Antoine Hervé, pianiste compositeur de jazz français.
- 22 janvier :
  - Linda Blair, actrice américaine.
  - Christian Gachet, médecin et chercheur français en hématologie.
  - Thierry Scherrer, évêque catholique français, évêque de Perpignan.
  - Tyrone Power Jr., acteur américain.
  - Didier Bourdon, humoriste et acteur français membre du trio comique Les Inconnus.
- 23 janvier : Sandra Pisani, joueuse australienne de hockey sur gazon († 19 avril 2022).
- 24 janvier : Pierre-Alain de Garrigues, comédien et chanteur français.
- 26 janvier : Ayerdhal, écrivain français († 27 octobre 2015).
- 27 janvier : Göran Hägglund, ministre des affaires sociales suédois.
- 28 janvier : 
  - Marc Cuadrado, auteur de bandes dessinées français.
  - Ana María Sánchez de Ríos, diplomate et femme politique péruvienne, ministre ;
- 29 janvier : Kate Malone, artiste céramiste anglaise.
- 31 janvier : Louis-Paul Motaze, homme politique camerounais.

## Février
- jour inconnu en février : Lola Álvarez, journaliste et dirigeante d'entreprise espagnole.
- 3 février : Laurence Tolhurst dit Lol Tolhurst, cofondateur et ancien batteur du groupe anglais The Cure.
- 4 février :
  - Oumar Mariko, homme politique malien.
  - John Wraw, archidiacre anglais († 25 juillet 2017).
- 5 février : Jennifer Granholm, gouverneure du Michigan de 2003 à 2011 et Secrétaire à l'Énergie des États-Unis depuis 2021.
- 6 février : Irene Diet, anthroposophe allemande.
- 7 février :
  - Christine Angot, écrivain française.
  - Éric Godon, comédien belge.
- 8 février :
  - Heinz Günthardt, joueur de tennis suisse.
  - Laurent Puech, historien français de l'art.
- 9 février : 
  - Ali Bongo, homme d'État gabonais.
  - Filipe Nyusi, homme politique mozambicain.
- 10 février :
  - Fernando Chalana, footballeur portugais († 10 août 2022).
  - Amadou Gon Coulibaly, homme politique ivoirien († 8 juillet 2020).
- 11 février :
  - Bradley Cole, acteur et chanteur américain.
  - Roberto Pupo Moreno, pilote brésilien de Formule 1 et de formule IndyCar Series.
- 12 février :
  - Per Gessle, musicien, chanteur et guitariste suédois, leader du groupe Roxette.
  - Sergueï Korjoukov, musicien et soliste soviétique puis russe († 20 juillet 1994).
- 13 février :
  - Gaston Gingras, joueur de hockey sur glace québécois.
  - Michel Lemieux, artiste multidisciplinaire québécoi].
  - Pepe Luis Vargas (José Luis Vargas Álvarez), matador espagnol.
- 14 février :
  - Pascale Casanova, chercheuse et critique littéraire française († 29 septembre 2018).
  - Victor Mendes, matador portugais.
- 15 février :
  - Rafael Amador, footballeur mexicain († 31 juillet 2018).
  - Yonhy Lescano, homme politique péruvien.
- 16 février : John McEnroe, joueur de tennis américain.
- 19 février : Alain Marc, poète et écrivain français.
- 20 février : 
  - Mary Abukutsa-Onyango, chercheuse kényane en physiologie végétale.
  - Sim Sang-jung, femme politique sud-coréenne.
  - José Souto, footballeur français († 15 janvier 2019).
- 22 février : Kyle MacLachlan, acteur américain.
- 23 février : Clayton Anderson, astronaute américain.
- 24 février : 
  - David Kessler,  haut fonctionnaire français († 3 février 2020).
  - François Villeroy de Galhau, banquier et haut fonctionnaire français.
- 25 février : Francis Heaulme, tueur en série français.
- 28 février : Edward Kawak, culturiste français († 21 mai 2006).

## Mars
- 1er mars : Bambou (Caroline Von Paulus), mannequin et chanteuse française, égérie de Serge Gainsbourg.
- 4 mars : Vital Kamerhe, économiste et homme d’État congolais.
- 9 mars : Tom Amandes, acteur américain.
- 7 mars : Donna Murphy, actrice américaine.
- 10 mars : Denis Lortie, meurtrier de l'hôtel du Parlement du Québec en 1984.
- 11 mars : Dejan Stojanović, poète, écrivain, essayiste, philosophe, homme d'affaires et journaliste.
- 12 mars : 
  - Michael Walter, lugeur est-allemand († 6 août 2016).
  - Milorad Dodik, personnalité politique bosnien et Président de la république serbe de Bosnie depuis 2022.
- 13 mars : Pascal Légitimus, comique, acteur et réalisateur français.
- 14 mars : 
  - Tamara Tunie, actrice afro-américaine.
  - Patrick Dupond, danseur étoile français, ancien directeur de l'École de danse de l'Opéra de Paris († 5 mars 2021).
- 15 mars : Clémentine Ananga Messina, femme politique camerounaise († 5 août 2022).
- 16 mars :
  - Michael J. Bloomfield, astronaute américain.
  - Jens Stoltenberg, homme politique, Premier ministre de Norvège.
  - Tito Mboweni, homme politique et économistes sud-africain († 12 octobre 2024).
- 17 mars : Willy Demeyer, homme politique belge de langue française.
- 18 mars :
  - Luc Besson, réalisateur et producteur français.
  - Irene Cara, chanteuse américaine († 25 novembre 2022).
- 19 mars : Ruth Coker Burks, personnalité engagée dans la lutte contre le sida.
- 20 mars : Jacques Penot, acteur français († 25 janvier 2017).
- 21 mars : Nobuo Uematsu, compositeur japonais.
- 22 mars : Matthew Modine, acteur américain.
- 23 mars : Epic Soundtracks, musicien anglais († 6 novembre 1997).
- 24 mars : Emmit King, athlète américain († 28 novembre 2021).
- 31 mars :
  - Thierry Claveyrolat, coureur cycliste français († 7 septembre 1999).
  - Markus Hediger, écrivain, traducteur suisse.
  - Emmanuel Fournier, philosophe, enseignant, poète, dessinateur et médecin français († 2 avril 2022).

## Avril
- 2 avril : Alberto Fernández, personnalité politique argentine et président de l'argentine depuis 2019.
- 3 avril : Amy Morton, actrice et réalisatrice américaine.
- 4 avril :
  - Daran, chanteur et compositeur français.
  - Marc Durin-Valois, écrivain et journaliste français.
- 7 avril : Bruno Fuchs, Homme politique et député français.
- 9 avril :
  - Alain Platel, chorégraphe et metteur en scène belge.
  - Jean-Marie Le Vert, évêque catholique français, évêque de Quimper et Léon.
- 10 avril : Brian Setzer, chanteur, guitariste et auteur compositeur américain.
- 15 avril : 
  - Chrystelle Labaude, actrice française.
  - Emma Thompson, actrice, scénariste et productrice britannique.
- 16 avril
  - Michael R. Barratt, astronaute américain.
  - Marc Madiot, coureur cycliste français.
- 17 avril : Sean Bean, acteur de cinéma et de télévision britannique.
- 20 avril : Boris Kokorev, tireur sportif soviétique puis russe († 22 octobre 2018).
- 21 avril : Robert Smith, chanteur et compositeur du groupe anglais The Cure.
- 25 avril :
  - Nathalie Rheims, écrivain et productrice française.
  - Tony Phillips, joueur de baseball américain († 17 février 2016).
- 26 avril : Pedro Pierluisi, politique portoricain, Gouverneur de Porto Rico de 2021 à 2025.
- 27 avril : Jean Le Cam, navigateur français.
- 30 avril :
  - Alessandro Barbero, écrivain italien.
  - Stephen Harper, 22e premier ministre du Canada, de 2006 à 2015.

## Mai
- 1er mai : Yasmina Reza, écrivaine et actrice française.
- 2 mai : Zoé Valdés, romancière et poétesse cubaine.
- 3 mai :
  - Uma Bharti, politicienne indienne, ministre du Madhya Pradesh.
  - Carlos De León, boxeur portoricain († 1er janvier 2020).
  - Shigeru Kanno, musicien, compositeur et chef d'orchestre japonais.
- 4 mai : 
  - Randy Travis, chanteur américain de musique country.
  - Paryse Martin, artiste canadienne († 4 mars 2024).
- 5 mai : Peter Molyneux, créateur de jeux vidéo britannique.
- 6 mai : Didier Conrad, auteur de bandes dessinée français.
- 7 mai : Tamara E. Jernigan, astronaute américaine.
- 8 mai : Brigitte Boccone-Pagès, femme politique monégasque.
- 9 mai :
  - Christian Bach, actrice argentine naturalisée mexicaine († 26 février 2019).
  - Éric Navet, cavalier français, champion de saut d'obstacles.
  - Luc Noël, journaliste, présentateur télé belge.
- 10 mai : Jean-Marie Benoît Balla, évêque catholique camerounais († 31 mai 2022).
- 11 mai : 
  - Isabelle Dhordain, Journaliste, critique musicale française († 20 février 2021).
  - Ion Adrian Zare, footballeur roumain († 23 février 2022).
  - Didier Guillaume, homme politique français, et ministre d'État de Monaco († 17 janvier 2025).
- 12 mai : Ving Rhames, acteur américain.
- 13 mai : Jerry Butler, acteur américain († 27 janvier 2018).
- 14 mai :
  - Laurent Bénégui, écrivain, réalisateur, producteur de cinéma et scénariste français.
  - Sandro Bondi, personnalité politique italienne.
  - Patrick Bruel, chanteur et acteur français.
  - Marcel Coraș, footballeur international roumain.
  - Robert Greene, écrivain américain.
  - Brett Leonard, réalisateur américain.
  - Stefano Malinverni coureur, spécialiste du 400 mètres italien.
  - Sherif Mounir, acteur égyptien.
  - Frédérique Ries, femme politique belge.
  - Arnold Turboust, compositeur, chanteur, musicien et producteur de disques français.
  - Rick Vaive, hockeyeur professionnel canadien.
- 15 mai : Max Cantor, journaliste et acteur américain († 3 octobre 1991).
- 16 mai : Mare Winningham, actrice américaine, membre du Brat Pack.
- 18 mai : Christiane Jean, comédienne française.
- 16 mai : Nicole Brown Simpson, épouse d'O.J. Simpson, victime de l'Affaire O. J. Simpson († 12 juin 1994).
- 20 mai : 
  - Daniel Darc, chanteur français et leader du groupe Taxi Girl († 28 février 2013).
  - Israel Kamakawiwoʻole, chanteur hawaiien († 26 juin 1997).
  - Kanamat Khousseïevitch Botachev, pilote, officier et major-général russe († 22 mai 2022).
- 21 mai : Antoine de Maximy, routard, animateur de télévision et réalisateur français.
- 22 mai : 
  - Morrissey, chanteur britannique, ancien membre des Smiths.
  - Jean-Michel Cohen, nutritionniste, animateur de télévision et auteur français.
  - Harry Standjofski, acteur, doubleur, dramaturge et metteur en scène canadien († 18 juillet 2025).
- 25 mai : Ronit Matalon, romancière, journaliste et essayiste israélienne († 28 décembre 2017).
- 26 mai : Marian Lens, figure lesbienne des années 1980.
- 27 mai : 
  - Finn Nørgaard, réalisateur et producteur danois de films documentaires († 14 février 2015).
  - Eugene Melnyk, homme d'affaires canadien († 28 mars 2022).
- 28 mai :
  - Steve Strange, chanteur pop d'origine galloise, fondateur du groupe Visage († 12 février 2015).
  - Eric Verdonk, rameur néo-zélandais († 3 avril 2020).
- 29 mai : Rupert Everett, acteur britannique.
- 30 mai : Claudia Alexander, chercheuse afro-américaine spécialisée en géophysique et en planétologie († 11 juillet 2015).
- 31 mai : Andrea de Cesaris, pilote automobile italien de Formule 1 († 5 octobre 2014).

## Juin
- 1er juin:
  - Martin Brundle, pilote automobile anglais de Formule 1.
  - Thierry Rey, judoka français, champion du monde en 1979 et champion olympique en 1980.
  - Alan Wilder, ex-membre du groupe Depeche Mode.
- 2 juin : 
  - Olivier Cousi, avocat français († 2 mars 2022).
  - Erwin Olaf, photographe néerlandais († 20 septembre 2023).
- 6 juin : Dag Erik Pedersen, coureur cycliste norvégien (†3 juin 2024).
- 7 juin : Mike Pence, vice-président des États-Unis de 2017 à 2021.
- 8 juin : Hubert Velud, footballeur et entraîneur français.
- 9 juin : José Guirao Cabrera, homme politique et administrateur culturel espagnol († 11 juillet 2022).
- 10 juin : Philippe Médard, joueur de handball français († 30 septembre 2017).
- 11 juin : Hugh Laurie, comédien britannique.
- 13 juin : Maurice G. Dantec, écrivain français naturalisé canadien († 25 juin 2016).
- 14 juin :
  - Hervé Gaschignard, évêque catholique français, évêque auxiliaire de Toulouse de 2008 à 2012 puis évêque d'Aire et Dax.
  - Władysław Pasikowski, metteur en scène et scénariste polonais.
- 15 juin : Lenka Vymazalová, joueuse tchécoslovaque de hockey sur gazon.
- 16 juin :
  - David Assouline, homme politique français.
  - Régis Gizavo, accordéoniste et chanteur malgache († 16 juillet 2017).
- 17 juin : 
  - Thierry Brac de La Perrière, évêque catholique français, évêque de Nevers.
  - Francis Ginibre, comédien et humoriste français.
  - Kandia Camara, femme politique ivoirienne.
- 18 juin :
  - Babi Badalov, poète et artiste azéri talysh.
  - Aline Kiner, romancière et journaliste française († 7 janvier 2019).
- 19 juin : Anne Hidalgo, femme politique française, maire de Paris.
- 21 juin : Richard Baawobr, cardinal ghanéen, évêque de Wa († 27 novembre 2022).
- 22 juin :
  - Philip Bartlett, acteur américain († 9 août 2001).
  - Nicola Sirkis, chanteur du groupe Indochine.
  - Stéphane Sirkis, guitariste du groupe Indochine († 27 février 1999).
  - Henriette Lagou Adjoua, femme politique ivoirienne.
- 23 juin : 
  - Duane Whitaker, acteur américain.
  - Sylvie Aubenas, bibliothécaire et historienne française de la photographie.
- 24 juin : 
  - Dan Gilroy,[scénariste et réalisateur américain.
  - Richard Melillo, judoka français.
- 25 juin :
  - Lucian Bălan, footballeur roumain († 12 novembre 2015).
  - Rob Gonsalves, peintre canadien († 14 juin 2017).
  - Marc Guillemot, navigateur français.
  - Michel N'Gom, footballeur français († 12 août 1984).
  - Laurent Teycheney, musicien français.
- 27 juin : Janusz Kaminski, réalisateur et directeur de la photographie américain.
- 28 juin : Sally Morgan, femme politique britannique.
- 30 juin :
  - Vincent D'Onofrio, acteur et producteur de cinéma américain.
  - Sandip Verma, femme politique britannique.

## Juillet
- 1er juillet :
  - Otakar Krámský, pilote de courses de côte tchèque († 25 avril 2015).
  - Anne Smith, joueuse de tennis américaine.
- 4 juillet : Victoria Abril, actrice espagnole.
- 6 juillet : Richard Dacoury, basketteur français.
- 7 juillet : Billy Campbell, acteur américain.
- 8 juillet :
  - Salvatore Cantalupo, acteur italien († 13 août 2018).
  - Imre Varadi, footballeur anglais.
- 9 juillet :
  - Jim Kerr, chanteur britannique du groupe Simple Minds.
  - Élaine Zakaïb, avocate, administratrice de fonds de placement et femme politique canadienne († 1er octobre 2018).
- 10 juillet : Fran Walsh, scénariste, productrice, compositrice et actrice néo-zélanaise.
- 11 juillet :
  - Fabienne Chauvière, journaliste française († 11 février 2024).
  - Suzanne Vega, auteur-compositeur-interprète américaine.
  - Richie Sambora, guitariste du groupe américain Bon Jovi.
  - Tobias Moretti, acteur autrichien.
- 12 juillet :
  - Charlie Murphy, acteur, humoriste et écrivain américain († 12 avril 2017).
  - Rémy Sarrazin, musicien, comédien et producteur français.
- 13 juillet : Thibaut Chatel, réalisateur et scénariste français et créateur des Kangoo.
- 15 juillet :
  - Patrick Timsit, acteur et humoriste français.
  - Vincent Lindon, acteur français.
  - Anne Fontaine, actrice et réalisatrice français.
- 17 juillet : Janet Lynn Kavandi, astronaute américaine.
- 19 juillet : 
  - Vigdis Hjorth, romancière norvégienne.
  - Yehuda Meshi Zahav, militant israélien († 29 juin 2022).
- 21 juillet : Viktor Chanov, footballeur soviétique puis ukrainien († 8 février 2017).
- 22 juillet : Moncef Slaoui, professeur et chercheur marocain, belge et américain.
- 26 juillet : 
  - Kevin Spacey, acteur américain.
  - Franca Maï, écrivain et actrice française († 8 février 2012).
- 27 juillet : Carlos Vila Nova, homme politique santoméen.

## Août
- 1er août : Joe Elliott, chanteur britannique du groupe Def Leppard.
- 2 août
  - Johnny Kemp, chanteur, compositeur et producteur bahaméen († 16 avril 2015).
  - Anne Lauvergeon, femme d'affaires française, présidente du directoire d'Areva.
- 3 août : Koichi Tanaka, scientifique japonais lauréat du prix Nobel de chimie en 2002.
- 5 août :
  - Pete Burns, chanteur et compositeur britannique, leader du groupe Dead or Alive († 23 octobre 2016).
  - Scott D. Altman, astronaute américain.
- 6 août : Guy Brice Parfait Kolélas, homme politique congolais (RC) († 22 mars 2021).
- 9 août : Idrissa Seck, homme politique sénégalais.
- 10 août : Rosanna Arquette, actrice américaine.
- 13 août : Philippe Bonifay, scénariste de bande dessinée français.
- 14 août : Magic Johnson, champion de basket-ball américain.
- 16 août : Laura Innes, actrice et réalisatrice américaine.
- 20 août : Renaud Marx, acteur français spécialisé dans le doublage.
- 21 août : Catherine Mouchet, actrice française de théâtre et de cinéma.
- 22 août : Tarek Alarabi Tourgane, chanteur, auteur-compositeur-interprète et musicien syrien.
- 24 août : Marie Carmen, chanteuse québécoise.
- 25 août : Luc Brewaeys, compositeur, chef d'orchestre et pianiste belge († 18 décembre 2015).
- 26 août :
  - Aileen Baviera, politologue et sinologue philippine († 21 mars 2020).
  - Zéphirin Diabré, homme d'affaires et homme politique du Burkina Faso.
  - Kathryn P. Hire, astronaute américaine.
- 27 août :
  - Gerhard Berger, pilote automobile autrichien de Formule 1.
  - Guennadi Venguerov, acteur soviétique, puis russe, d'origine allemande († 22 avril 2015).
- 28 août : Brian Thompson, acteur américain.
- 29 août :
  - Rebecca De Mornay, actrice et productrice américaine.
  - Giuseppe Faraca, coureur cycliste italien († 4 mai 2016).
  - Chris A. Hadfield, spationaute canadien.
- 30 août :
  - Yves Calvi, journaliste français.
  - Saida Gunba, athlète soviétique puis géorgienne, spécialiste du lancer du javelot († 24 novembre 2018).
  - Karim Kacel, chanteur français.
- 31 août : 
  - Odile Michel, actrice française.
  - Laurence Parisot, femme d'affaires française, présidente de l'Institut français d'opinion publique (IFOP) et du MEDEF.

## Septembre
- 2 septembre : Guy Laliberté, accordéoniste, échassier, cracheur de feu, homme d'affaires québécois fondateur du cirque du Soleil.
- 4 septembre : 
  - Kevin Harrington, acteur australien.
  - Domiziana Giordano, actrice italienne.
- 6 septembre :
  - Thierry Cailleteau, auteur de bandes dessinées français († 23 février 2023).
  - Amal Naseer, écrivaine et critique littéraire jordanienne.
- 7 septembre :
  - Pierre Nanterme, dirigeant d'entreprises français († 31 janvier 2019).
  - Drew Weissman, médecin-chercheur américain.
- 8 septembre : Carmen Campagne, auteure-compositrice-interprète canadienne († 4 juillet 2018).
- 9 septembre : Éric Serra, compositeur de musique français.
- 10 septembre : Sandrine Doucet, femme politique française († 4 février 2019).
- 14 septembre : 
  - Morten Harket, chanteur norvégien du groupe a-ha.
  - Haviland Morris, actrice américaine.
- 17 septembre :
  - Nadya Filippova, joueuse soviétique de hockey sur gazon.
  - René Marsiglia, joueur et entraîneur de football français († 25 septembre 2016).
- 18 septembre : Ryne Sandberg, joueur américain de baseball († 28 juillet 2025).
- 19 septembre :
  - Judith Kanakuze, femme politique et féministe rwandaise († 7 février 2010).
  - Thierry Marx, cuisinier français.
- 21 septembre : Khaira Arby, chanteuse malienne († 19 août 2018).
- 22 septembre : Mahammed Dionne, homme politique sénégalais († 5 avril 2024).
- 23 septembre : 
  - Jason Alexander, acteur, producteur et réalisateur américain.
  - Elizabeth Peña, actrice américaine († 14 octobre 2014).
- 24 septembre : Els Vader, athlète néerlandaise († 8 février 2021).
- 29 septembre : 
  - Benjamin Sehene, écrivain rwandais.
  - Philippe Caroit, acteur français.
  - Scott MacDonald, acteur américain.
- 30 septembre : Debrah Farentino, actrice américaine.

## Octobre
- 1er octobre :
  - Youssou N'Dour, musicien, auteur-compositeur-interprète sénégalais.
  - Suharno, joueur et entraîneur de football indonésien († 19 août 2015).
  - Andreï Vedernikov, coureur cycliste soviétique puis russe († 29 février 2020).
- 2 octobre :
  - Alexandra Kazan, actrice et présentatrice de télévision française.
  - Luis Fernandez, footballeur français.
- 3 octobre : Jack Wagner, acteur américain.
- 5 octobre : 
  - Éric Halphen, magistrat français.
  - Kelly Joe Phelps, musicien américain de blues († 31 mai 2022).
- 6 octobre :
  - Edith van der Aa, peintre néerlandaise († 1993).
  - John Roe, mathématicien anglais († 9 mars 2018).
  - Lai Ching-te, homme d'État taïwanais.
- 7 octobre : Sadahiro Takahashi, footballeur japonais.
- 8 octobre : 
  - Nick Bakay, acteur, scénariste et producteur américain.
  - Carlos I. Noriega, astronaute américain.
- 9 octobre : Boris Nemtsov, homme politique libéral russe († 27 février 2015).
- 10 octobre : Bradley Whitford, acteur américain.
- 11 octobre :
  - Paul Haghedooren, coureur cycliste belge († 9 novembre 1997).
  - Jesús Hernández Úbeda, coureur cycliste espagnol († 23 avril 1996).
- 12 octobre : Sue-Ellen Lovett, cavalière handisport australienne.
- 15 octobre : 
  - Sarah Ferguson, membre de la famille Royale Britannique.
  - Masako Katsuki, seiyū japonaise anciennement affiliée à Theater Echo et maintenant avec 81 Produce.
- 16 octobre : Fabien De Vooght, coureur cycliste français († 25 décembre 1997).
- 17 octobre : Francisco Flores, homme politique salvadorien († 30 janvier 2016).
- 18 octobre : 
  - Éric Babin, homme politique français († 11 janvier 2021).
  - Zdzisław Raczyński, homme politique polonais.
- 20 octobre : Adjoavi Sika Kaboré, Première femme du Burkina Faso depuis 2015.
- 21 octobre : Åslaug Haga, femme politique, ministre de la Norvège.
- 22 octobre : Michel Vion, skieur français.
- 23 octobre : 
  - Joos Ambühl, fondeur suisse.
  - Atanas Komchev, lutteur bulgare  († 12 novembre 1994).
  - Nico Meerholz, joueur de badminton sud-africain.
  - Walter Pichler, biathlète allemand.
  - Sam Raimi, réalisateur et scénariste américain.
  - Alfred Matthew « Weird Al » Yankovic, humoriste américain.
- 25 octobre : Martin Gaudreault, artiste-photographe canadien.
- 26 octobre : Evo Morales, président de la Bolivie de 2006 à 2019.
- 27 octobre : Clinton Wheeler, joueur de basket-ball américain († 14 février 2019).
- 29 octobre : 
  - Paul Farmer, médecin et anthropologue américain († 21 février 2022).
  - John Magufuli, homme d'État tanzanien et président de la république unie de Tanzanie de 2015 à 2021 († 17 mars 2021).
- 30 octobre : 
  - Marc Alexandre, judoka français, champion olympique en 1988, puis entraîneur de l'équipe de France de judo jusqu'en 2004.
  - Vincent Lagaf', humoriste, animateur de télévision français.
- 31 octobre : Neal Stephenson, auteur de science-fiction américain.

## Novembre
- 1er novembre : Daniel Ngoyi Mulunda, femme politique congolais.
- 2 novembre : Paul Morris, musicien américain, membre du groupe Rainbow.
- 3 novembre : 
  - Dolph Lundgren, acteur suédois.
  - Mary Byrne, chanteuse irlandaise.
- 5 novembre :
  - Bryan Adams, chanteur canadien.
  - Wolfgang Doerner, chef d'orchestre autrichien.
- 6 novembre : Mark Speakman, homme politique australien.
- 7 novembre :
  - Richard Barrett, compositeur anglais de musique de chambre et de musique électroacoustique.
  - Tina Kieffer, journaliste français.
  - James McCaffrey, acteur américain († 17 décembre 2023).
- 8 novembre :
  - Tom Novembre, chanteur et acteur français.
  - Christian Garcin, écrivain et traducteur français.
- 9 novembre : Jens Christian Grøndahl, écrivain danois de renommée internationale.
- 10 novembre :
  - Mackenzie Phillips, chanteuse et actrice américaine.
  - Michel Plessix, dessinateur français († 21 août 2017).
  - Ajay Banga, Chef d'entreprise indien-américain, PDG de Mastercard.
  - Marthinus van Schalkwyk, homme politique sud-africain.
- 11 novembre : Martina Kämpfert, athlète est-allemande, première athlète à courir le 800 m en moins de 2 minutes.
- 12 novembre : Martin Parfait Aimé Coussoud-Mavoungou, homme politique congolais († 14 mars 2022).
- 13 novembre : Michel Capolongo, pianiste français.
- 14 novembre :
  - Paul McGann, acteur britannique.
  - Mireille Perrier, actrice française.
- 15 novembre : 
  - Timothy Creamer, astronaute américain.
  - Jean-François Le Gall, mathématicien français.
- 16 novembre :
  - Bert Cameron, athlète jamaïcain.
  - Riccardo Maritozzi, footballeur italien.
- 18 novembre : 
  - Marie-Dominique Simonet, femme politique belge de langue française.
  - Aliou Boubacar Diallo, homme d'affaires et homme politique malien.
- 19 novembre :
  - Richard Attias, homme d'affaires marocain.
  - Lila Hanitra Ratsifandrihamanana, femme politique malgache, ancienne ambassadrice de Madagascar.
  - Allison Janney, actrice américaine.
- 20 novembre : 
  - Sean Young, actrice américaine.
  - Lori Saint-Martin, écrivaine et traductrice québécoise († 21 octobre 2022).
  - Thierry Wermuth, acteur et doubleur français.
- 21 novembre : Jacques Borel, footballeur français († 21 mai 1980).
- 22 novembre :
  - Jean-Marie Besset, auteur et traducteur français.
  - Marek Ostrowski, footballeur polonais († 6 mars 2017).
- 23 novembre :
  - Maxwell Caulfield, acteur de télévision et de théâtre américain d'origine écossaise.
  - Della Sowah, femme politique ghanéenne.
- 24 novembre : Alejandro Mayorkas, juriste et homme politique américain.
- 25 novembre :
  - Harlem Désir, homme politique français, ancien président de SOS Racisme.
  - Charles Kennedy, homme politique écossais, ancien leader du parti démocrate libéral au Royaume-Uni († 1er juin 2015).
  - Steve Rothery, musicien, guitariste anglais, membre du groupe Marillion.
- 26 novembre :
  - Jacky Morael, homme politique belge († 6 décembre 2016).
  - Jamie Rose, actrice américaine.
- 27 novembre : Charlie Burchill, musicien, compositeur écossais, cofondateur du groupe Simple Minds.
- 28 novembre :
  - Miki Matsubara, chanteuse, parolière et compositrice japonaise. († 7 octobre 2004).
  - Judd Nelson, acteur, producteur et scénariste américain, membre du Brat Pack.
  - Stephen Roche, coureur cycliste irlandais.
- 30 novembre :
  - Sylvia Hanika, joueuse de tennis allemande.
  - Lorraine Kelly, journaliste et présentatrice de télévision écossaise.

Dominique Dunne, actrice américaine (décédé le 4 novembre 1982)

## Décembre
- 1er décembre :
  - Loïck Peyron, navigateur français.
  - Anne Ducros, chanteuse de jazz française.
- 2 décembre : Hans Kristian Amundsen,  homme politique norvégien († 29 juillet 2018).
- 3 décembre : Kathy Jordan, joueuse de tennis américaine.
- 4 décembre : Christian Jacob, homme politique français.
- 5 décembre : Lee Chapman, footballeur anglais.
- 6 décembre :
  - Satoru Iwata, CEO, président de Nintendo japonais († 11 juillet 2015).
  - Tomohiko Kira, auteur-compositeur-interprète japonais († 3 juillet 2016).
- 8 décembre : Gertrude Gaffney, journaliste irlandaise.
- 10 décembre : Hilary Shepard, actrice et chanteuse américaine.
- 14 décembre : Debbie Lee Carrington, actrice américaine († 23 mars 2018).
- 18 décembre : Pascal Wintzer, évêque catholique français, évêque auxiliaire de Poitiers.
- 19 décembre : Michael Tönnies, footballeur allemand († 26 janvier 2017).
- 21 décembre : 
  - Sergio Rubini, acteur, scénariste et réalisateur italien.
  - Corinne Touzet, actrice, réalisatrice et productrice française.
  - Marzieh Hashemi, présentatrice de télévision iranienne.
- 22 décembre : Niccolò Ghedini, avocat et homme politique italien († 17 août 2022).
- 23 décembre : Victoire Tomegah Dogbé, femme politique togolaise.
- 24 décembre : Diane Tell, musicienne, auteur-compositeur-interprète, productrice et réalisatrice québécoise.
- 25 décembre : Michael P. Anderson, astronaute américain († 1er février 2003).
- 26 décembre : Chuck Mosley, chanteur américain († 9 novembre 2017).
- 28 décembre : Ana Torroja, chanteuse espagnole, membre du groupe mecano.
- 29 décembre : 
  - Paula Poundstone, humoriste américaine, pratiquant l'auto-dérision.
  - Marco Antonio Solís, chanteur mexicain.
- 30 décembre : 
  - Zahiya Zareer, femme politique et diplomate maldivienne.
  - Tracey Ullman, actrice, productrice, chanteuse, scénariste et réalisatrice britanno-américaine.
- 31 décembre : Val Kilmer, acteur américain († 1er avril 2025).

## Date précise inconnue
- Nimr Baqr al-Nimr, cheikh et ayatollah chiite saoudien († 2 janvier 2016).
- Mamane Barka, musicien nigérien († 21 novembre 2018).
- Mohammed Barkindo, secrétaire général de l'Organisation des pays exportateurs de pétrole nigérian († 5 juillet 2022).
- Yolanda Becerra, pacifiste colombienne.
- Kenarik Boujikian, juge brésilienne.
- Lee HyunSu, autrice sud-coréenne.
- Jennifer Chatman, théoricienne des organisations américaine.
- Ace Magashule, homme politique sud-africain.
- David Mankaba, musicien zimbabwéen († 27 juin 1991).
- Sayed Mustafa Kazemi, homme politique afghan († 6 novembre 2007).
- Samuel Kleda, Cardinal camerounais et archevêque de Douala depuis 2009.
- Éric Maurel, un judoka français.
- Lori Saint-Martin, essayiste, nouvelliste, romancière, critique, traductrice canadienne († 22 octobre 2022).
- Salam al-Zobaïe, homme politique irakien († 19 décembre 2022).